# Операція «Джунглі»
Операція «Джунглі» — програма Британської секретної розвідувальної служби (MI6) на початку «холодної війни» з 1948 по 1955 рік для підпільного введення агентів розвідки та опору до Польщі та країн Балтії. Агентами були здебільшого польські, естонські, латвійські та литовські вигнанці, які пройшли навчання у Великій Британії та Швеції і мали зв'язати з антирадянським опором комуністичним урядам (прокляті солдати, Лісові брати). Військово-морські операції за програмою здійснювали німецькі члени екіпажу німецької адміністрації підмітання підконтрольних Королівському флоту. Організована Америкою організація Гелен також взяла участь у призові агентів зі Східної Європи. Однак МГБ проник в мережу і захопив або перетворив більшість агентів.

## Історія
Наприкінці 1940-х MI6 створив спеціальний центр у лондонському Челсі, де готували агентів для відправлення до країн Балтії. Операцію отримали під кодовою назвою «Джунглі», і її очолив Генрі Карр, директор Північноєвропейського департаменту MI6 та керівник балтійської секції Олександр Маккіббін. Естонську групу очолював Альфонс Ребане, який також працював стандартизатором фюрера Waffen-SS під час окупації Естонією нацистською Німеччиною, латвійська група, очолювана колишнім офіцером Люфтваффе Рудольфсом Сіларайсом, та литовська група, яку очолював професор історії Стасіс Жимантас.
Організація Гелена, розвідувальне відомство, створене американською окупаційною владою в Західній Німеччині в 1946 році й в якому працювали колишні члени Вермахту Fremde Heere Ost (Іноземні армії Сходу), також набирало агентів з емігрантських організацій Східної Європи. Агенти були перевезені під прикриттям «Британської Балтійської служби охорони рибного господарства» (BBFPS), організації з охорони, запущеної з окупованої Британією Німеччини, з використанням переробленого е-човна Другої світової війни. Командувач Королівським флотом Ентоні Кортні раніше був вражений потенційними можливостями колишніх корпусів Е-катерів, а Джоном Харві-Джонсом з Військово-морського розвідувального підрозділу було призначено проєкт і виявив, що в Королівському флоті все ще є два Е-човни, P5230 та P5208. Їх відправили до Портсмута, де один із них був модифікований для зменшення ваги та збільшення потужности. Щоб зберегти заперечення, до складу Е-човна було набрано колишнього німецького капітана E-човна Ганса-Гельмута Клозе та німецького екіпажу з німецької адміністрації підмітання мін.
Агенти були введені в Сааремаа, Естонія, Ужава і Вентспілс, Латвія, Паланга, Литва та Устка, Польща, як правило, через Борнхольм, Данія, де остаточний радіосигнал подавався з Лондона для входу човнів до територіальних вод, на які претендував СРСР. Човни прямували до пунктів призначення, як правило, за декілька миль від берега, під покровом темряви й зустрічалися з береговими сторонами в агентствах, що поверталися до човнів, на деяких із цих побачень.

## Фази
Операція переросла в ряд фаз. Перший транспорт агентів відбувся у травні 1949 року, коли шість агентів сіли на човен у Кіль. Судно було укомплектовано Клозе та німецьким екіпажем. Британські офіцери на борту, лейтенант-командири Харві-Джонс і Шоу, передали командування човном шведським офіцерам у Сімрісхамні, на півдні Швеції. Потім німецький екіпаж рухався через прикриття острова Еланд, потім на схід до Паланги, на північ від Клайпеди, прибувши близько 22:30. В межах 300 метрів від берега шість агентів висадилися в гумовій смужці та пробралися до берега. Човен повернувся до Госпорта, забравши британських офіцерів у Сімрісхамні та заправившись у Боркумі.
Після успіху початкової операції, MI6 продовжив ще кілька імпровізованих посадок через гумовий бруд. Два агенти були висаджені у Вентспілсі 1 листопада 1949 року; три агенти висадились на південь від Вентспілса 12 квітня 1950 р., а два агенти — у грудні в Паланзі.
Наприкінці 1950 року британська морська розвідка та MI6 створили більш постійну організацію, в якій Клозе найняв екіпаж з 14 моряків та базував човен у Гамбургу-Фінкенвердер. Таким чином, «Британська Балтійська служба охорони рибальства» була винайдена як достовірна історія з огляду на переслідування радянськими рибалками західнонімецьких рибалок. Операція розвивалася з другорядним завданням візуальної та електронної розвідки узбережжя Балтії від Сааремаа в Естонії до Рюгена у Східній Німеччині. Для цього на човні було переобладнано додаткові паливні баки для розширеного діапазону, великий антенний комплект та американське обладнання для COMINT та ELINT. Протягом цієї фази було здійснено чотири посадки між 1951 і 1952 роками з 16 вставленими агентами та 5 вилученими агентами.
У серпні 1952 року другий Е-катер був введений в експлуатацію як судно для заправки та постачання та консорт для операцій SIGINT під командуванням лейтенанта Е. Г. Мюллера, колишнього виконавчого офіцера, який служив під командою Клозе під час Другої світової війни. У цей період було введено вісім польських агентів за допомогою повітряних аеростатів.
У період 1954-55 років три нові моторні човни німецького <i id="mwaw">виробництва</i> класу Silbermöwe замінили старі E-човни. Вони хрестили Silvergull (німецька назва Silbermöwe, командує HH Клозе), Stormgull (німецька назва Sturmmöwe, командує Е. G. Мюллер) та Дикий лебідь (німецьке ім'я Вільдшван, командував Д. Ерхардт). Вони були побудовані на верфі Люрсена в Бремен-Вегесаку для західнонімецької прикордонної поліції, але під притворством того, що човни перевищили швидкість, дозволену Потсдамським договором, французькі та британські влади конфіскували судна для місій Клозе. У лютому 1955 р. Під час розгортки SIGINT від Брюстерорта до Лієпаї відбулася 15-хвилинна заручина біля Клайпеди радянським патрульним катером; Радянського дикого лебедя Ерхардта обстріляли, але німецький човен вислизнув на максимальній швидкості.

## Робота скомпрометована
Операція була серйозно скомпрометована радянською контррозвідкою, в першу чергу завдяки інформації британської «Кембриджської п'ятірки». В масштабній контроперації «Lursen-S» (названа на честь Люрсена, виробника електронних катерів), МГБ/КДБ захопили або вбили майже кожного з 42 балтійських агентів, введених у поле. Багато з них були перетворені як подвійні агенти, які проникли та значно послабили балтійський опір.
Один з агентів, відправлених в Естонію і схоплених КДБ, Март Менник, написав автобіографію «Заплутана павутина: Британський шпигун в Естонії», яка була опублікована після його смерті та перекладена англійською мовою. У книзі викладено його досвід протягом і після невдалої операції.
MI6 призупинив операцію в 1955 році через все більшу втрату агентів та підозри, що операція була скомпрометована. Останньою місією була посадка на Сааремаа у квітні 1955 р. Хоча загальна операція MI6 в Курляндії розглядається як фіаско, місії Клозе вважаються успішними, що стосується SIGINT та морських аспектів його вторгнення. Моторні човни були передані новому флоту Німеччини в 1956 р.